# Charles Beachcroft
Charles Beachey Kay Beachcroft (* 1870 in Rickmansworth als Charles Beachey Kay; † 1. Juli 1928 in Melbourne, Australien) war ein britischer Cricketspieler.

## Leben
Beachcroft wurde als Charles Beachey Kay als Sohn eines Vikars geboren. Dieser starb, als Beachcroft sieben Jahre alt war. 1896 verließ er, obwohl verheiratet und Vater von vier Kindern, mit einer 17-Jährigen Devon und lebte mit ihr eine Zeit lang in London als Mr & Mrs Beachcroft. Er wurde zunächst der Entführung angeklagt, entkam einer Verurteilung aber durch die Zusicherung, das Mädchen zu heiraten, sobald die Scheidung von seiner Ehefrau rechtskräftig war. Nach erneuter Heirat führte er schließlich den Namen Charles Beachey Kay Beachcroft.
Charles Beachcroft nahm als Kapitän der Devon & Somerset County Wanderers (D&SCW) an einer Club-Tour nach Frankreich im Rahmen der Weltausstellung 1900 in Paris teil. Dort spielte er mit der Mannschaft unter anderem gegen ein Team, das hauptsächlich aus Exil-Briten bestand, die durch die Union des sociétés françaises de sports athlétiques ausgewählt wurden. Der D&SCW wurde dabei als England bezeichnet, der Gegner als Frankreich. Dieses wurde im Jahr 1912 nachträglich als Bestandteil der Olympischen Spiele 1900 klassifiziert. Im ersten Innings erzielte er 23 Runs und schaffte im zweiten Innings ein Half-Century über 54 Runs. Mit 158 Runs setzte sich sein Team, zu dem außer Beachcroft noch Arthur Birkett, Alfred Bowerman, George Buckley, Francis Burchell, Frederick Christian, Harry Corner, Frederick Cuming, William Donne, Alfred Powlesland, John Symes und Montagu Toller gehörten, gegen seine Kontrahenten durch und wurde damit in der Folge als Olympiasieger bezeichnet. Neben Cricket war Beachcroft auch im Hockey, Rugby, Schwimmen, Tischtennis und Sportschießen auf County-Ebene sportlich aktiv und erfolgreich.
Um das Jahr 1900 betrieb Beachcroft das Royal Hotel in Dawlish, meldete aber bereits 1901 Konkurs an. Ab 1905 begann Beachcroft in Musicals und Theaterstücken aufzutreten. Er betätigte sich dabei unter anderem als Songwriter, Humorist und Pantomime. 1921 emigrierte er nach Australien und spielte sowohl dort als auch in Neuseeland auf verschiedenen Bühnen unter dem Namen Jack Trent.